# Sant Climent Sescebes
Sant Climent Sescebes ist eine katalanische Gemeinde in der Provinz Girona im Nordosten Spaniens. Sie liegt in der Comarca Alt Empordà.

## Lage
Sant Climent Sescebes liegt wenige Kilometer östlich von der Autopista AP-7 entfernt und befindet sich nördlich der Gemeinde Masarac, südwestlich von Rabós und Espolla, östlich von Capmany und nordwestlich von Mollet de Peralada.

## Wirtschaft
Die Gemeinde ist landwirtschaftlich geprägt und es werden überwiegend Weinstöcke und Olivenbäume kultiviert; die geernteten Weintrauben und Oliven werden in der örtlichen Genossenschaft zu Wein und Olivenöl weiterverarbeitet und unter der garantierten Herkunftsbezeichnung Empordà in den Handel gebracht. Innerhalb der Ortsgrenzen befindet sich die militärische Kaserne General Álvarez de Castro.

## Sehenswürdigkeiten
- Menhir de la Murtra
- Menhir de la Pedra Dreta o Vilartolí
- Dolmen de les Closes
- Menhir de Vilartolí
- Dolmen del Salt d’en
- Dolmen de Fontanilles
- Dolmen de la Gutina
- Dolmen de Tires Llargues
- Dolmen Prat Tancat
- Kirche Sant Climent, aus dem XVII. Jahrhundert
- Kirche Santa Fe dels Solers, mit Ursprüngen aus dem X. Jahrhundert
- Quelle Pudosa
- Brücke Pont Vell über den Bach Anyet, aus dem XV. bis XVII. Jahrhundert
- Herrenhaus Can Massot, aus dem XVIII. Jahrhundert

## Passionsspiel
Überregionale Bekanntheit besitzt das Passionsspiel La Passió, das seit mehr als 30 Jahren von etwa 100 Laiendarstellern aus dem Ort während der Semana Santa aufgeführt wird. Die Freilichtbühne befindet sich außerhalb des Dorfkerns und ist mit den dort natürlich vorkommenden Korkeichen, Olivenbäumen sowie den gestalterisch verwendeten Feldsteinen in die mediterrane Landschaft voll integriert. Die musikalisch und visuell von 60 Technikern begleitete Darbietung der Passionsgeschichte Jesu Christi
dauert etwa anderthalb Stunden und endet mit der Kreuzigungsszene.

## Fotos

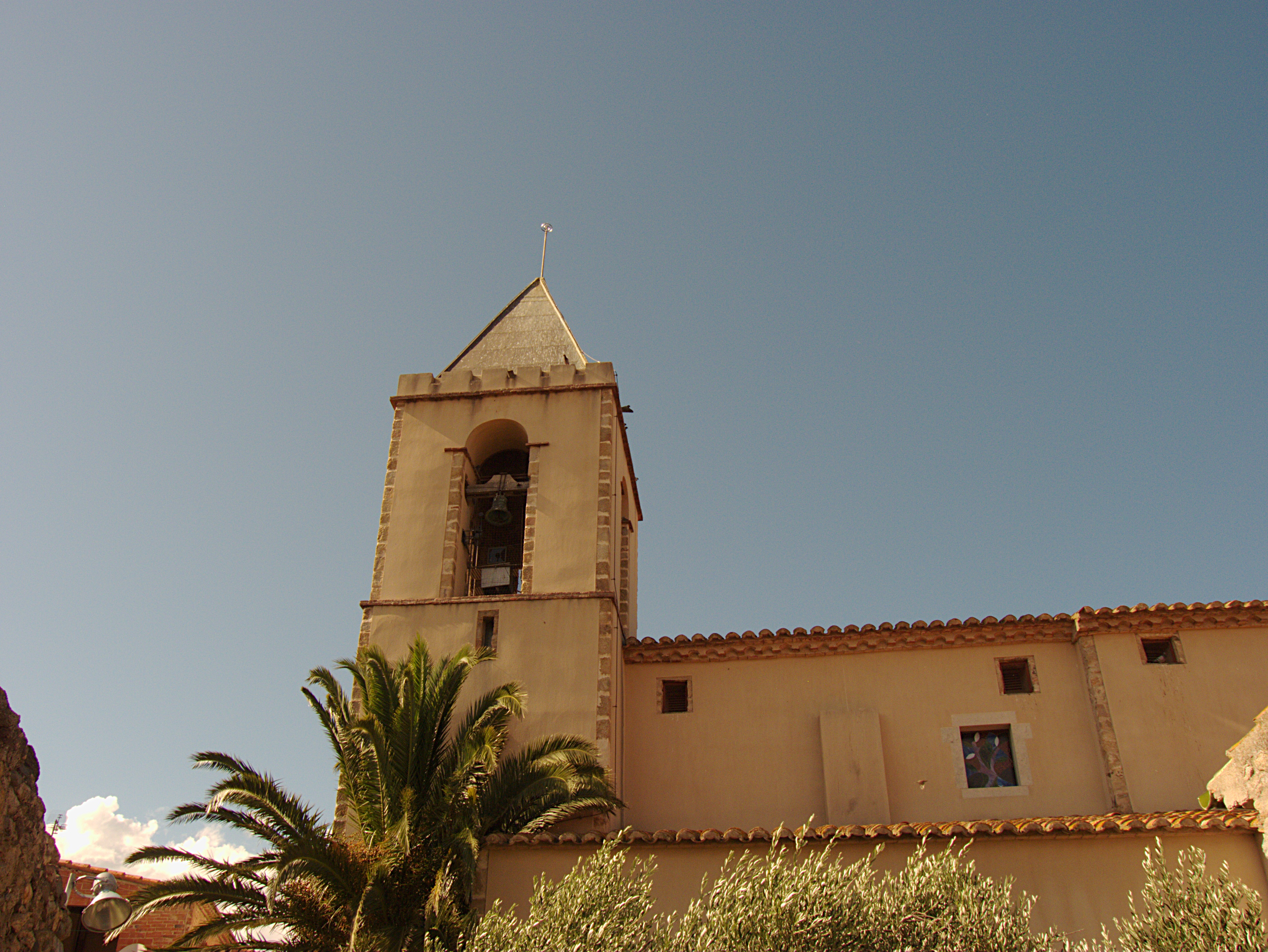
Kirche Sant Climent
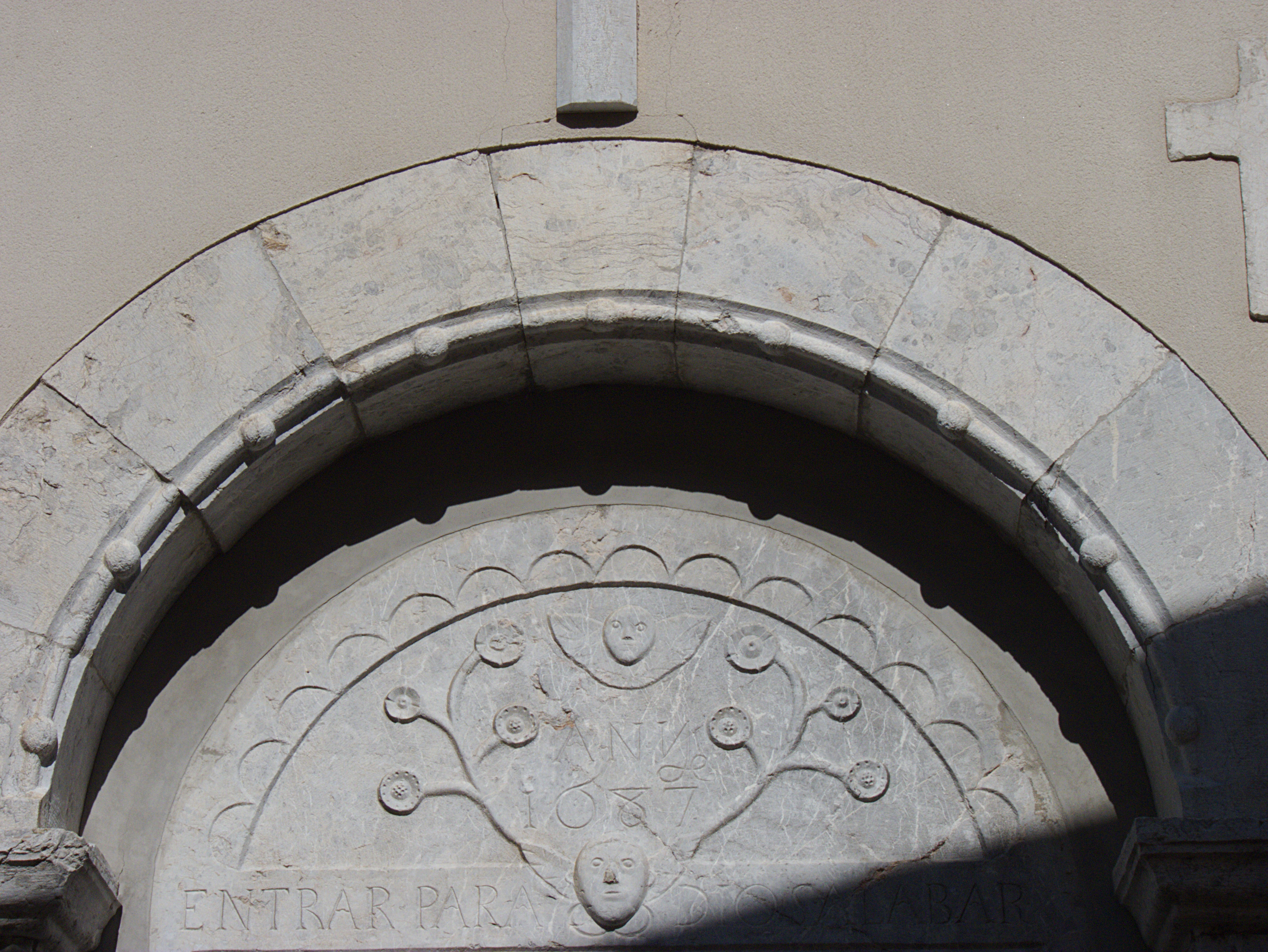
Detail des Kirchenportals
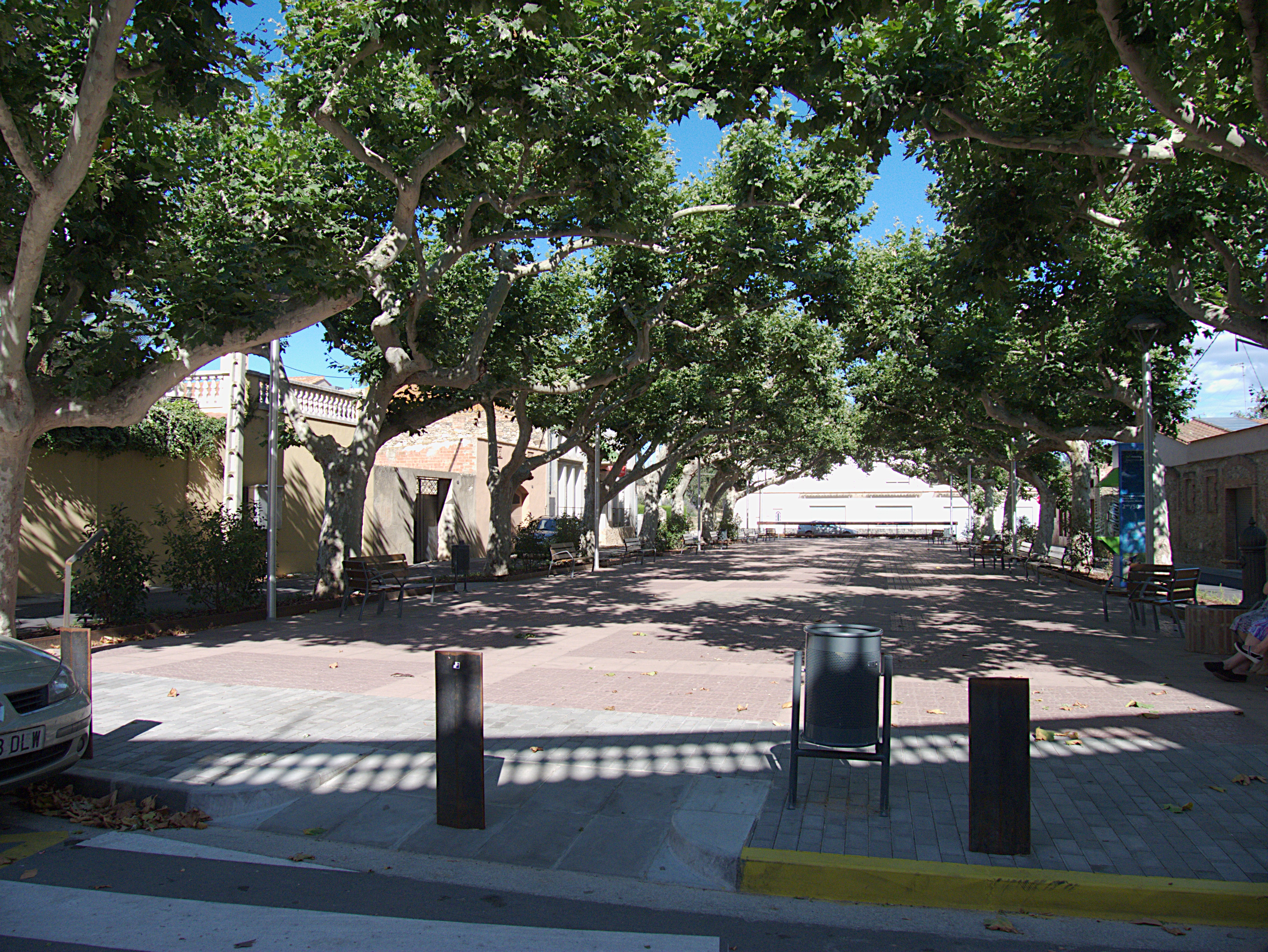
Plaça Carles Cosí
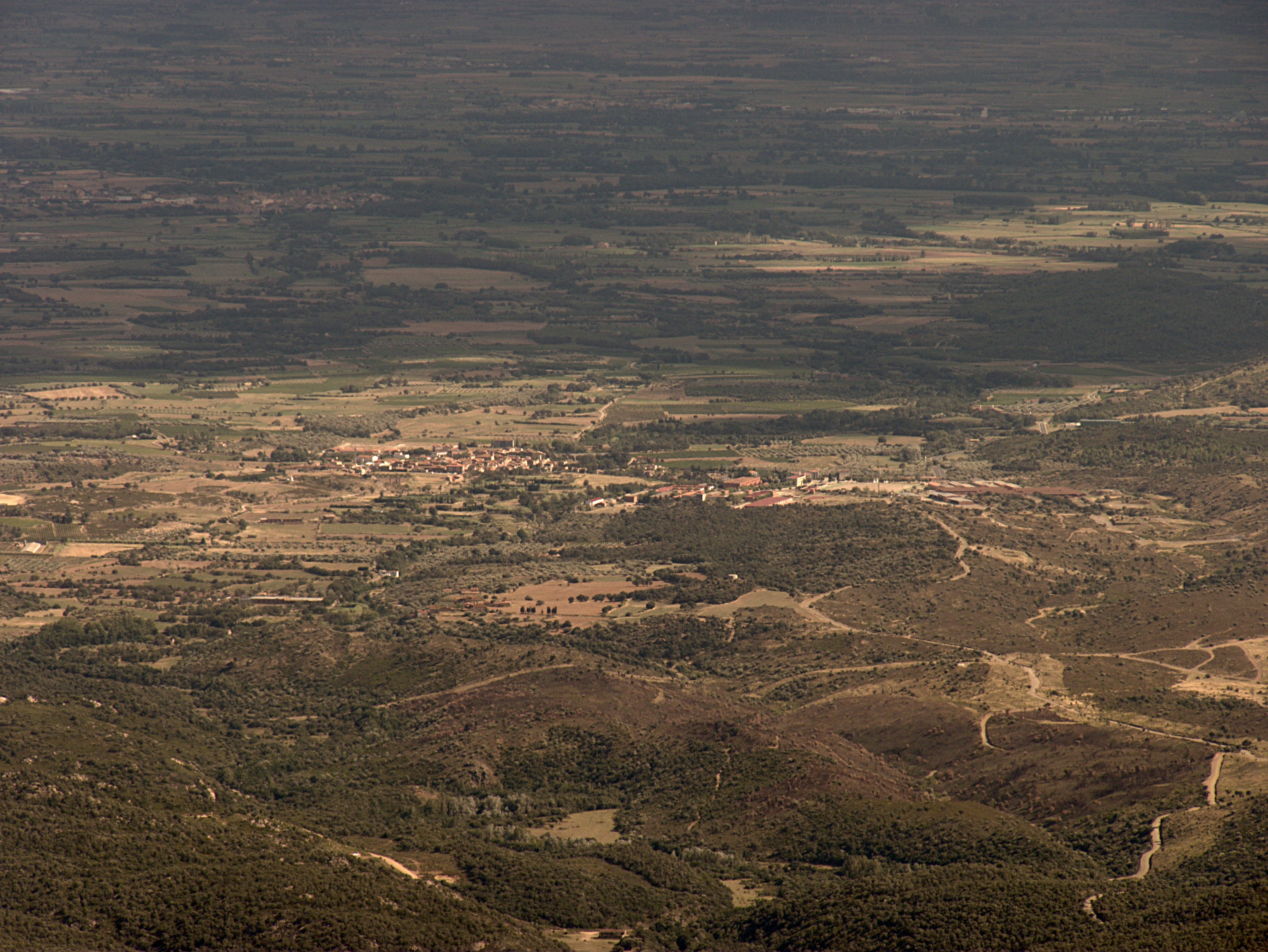
Luftaufnahme
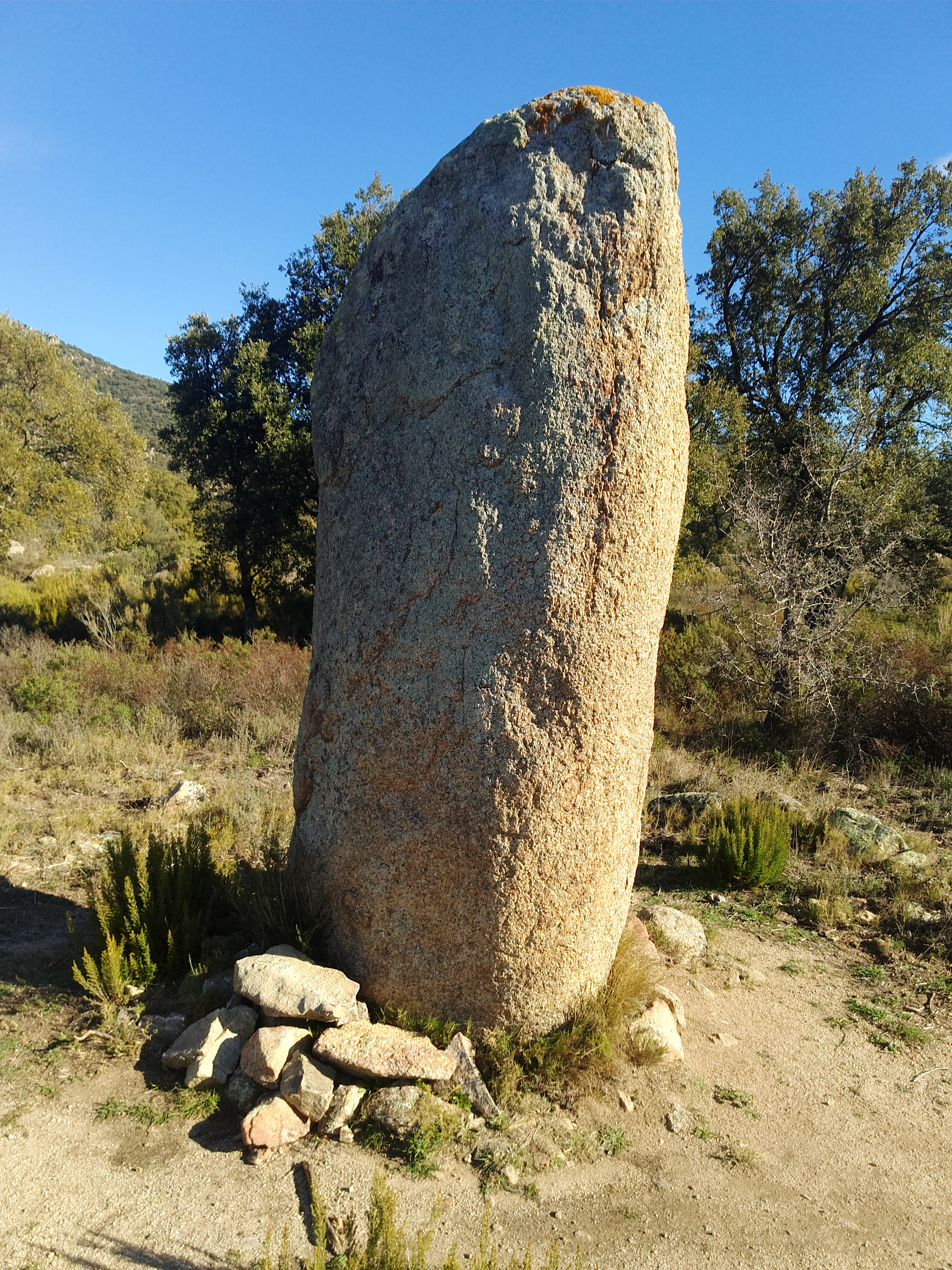
Menhir de la Mutra